# Funiculaire de Saint-Just
La ligne F1 du funiculaire de Lyon, plus communément appelée Funiculaire ou « Ficelle » de Saint-Just, est une des deux lignes du funiculaire de Lyon encore en activité, et la 2e ligne construite. Cette ligne du 5e arrondissement de Lyon relie les stations Vieux Lyon - Cathédrale Saint-Jean et Saint-Just, entre le quartier du Vieux Lyon, cœur historique de la ville, et le quartier de Saint-Just à l'ouest de la ville.
Avec une longueur de 783 mètres et trois stations, elle est la plus longue ligne du réseau. Construite durant les années 1870, elle fut transformée en chemin de fer à crémaillère durant la première partie du XXe siècle, avant de redevenir un funiculaire.
En 2016, la ligne est dotée d'un parc de deux rames de deux voitures.

## Histoire

### Chronologie
- 14 juillet 1878 : inauguration du 1er funiculaire
- 8 août 1878 : mise en service
- mai 1901 : réouverture en tant que chemin de fer à crémaillère
- 29 avril 1958 : mise en service du 2e funiculaire
- 29 août 1988 : remise en service du funiculaire après modernisation

### Le funiculaire de 1878

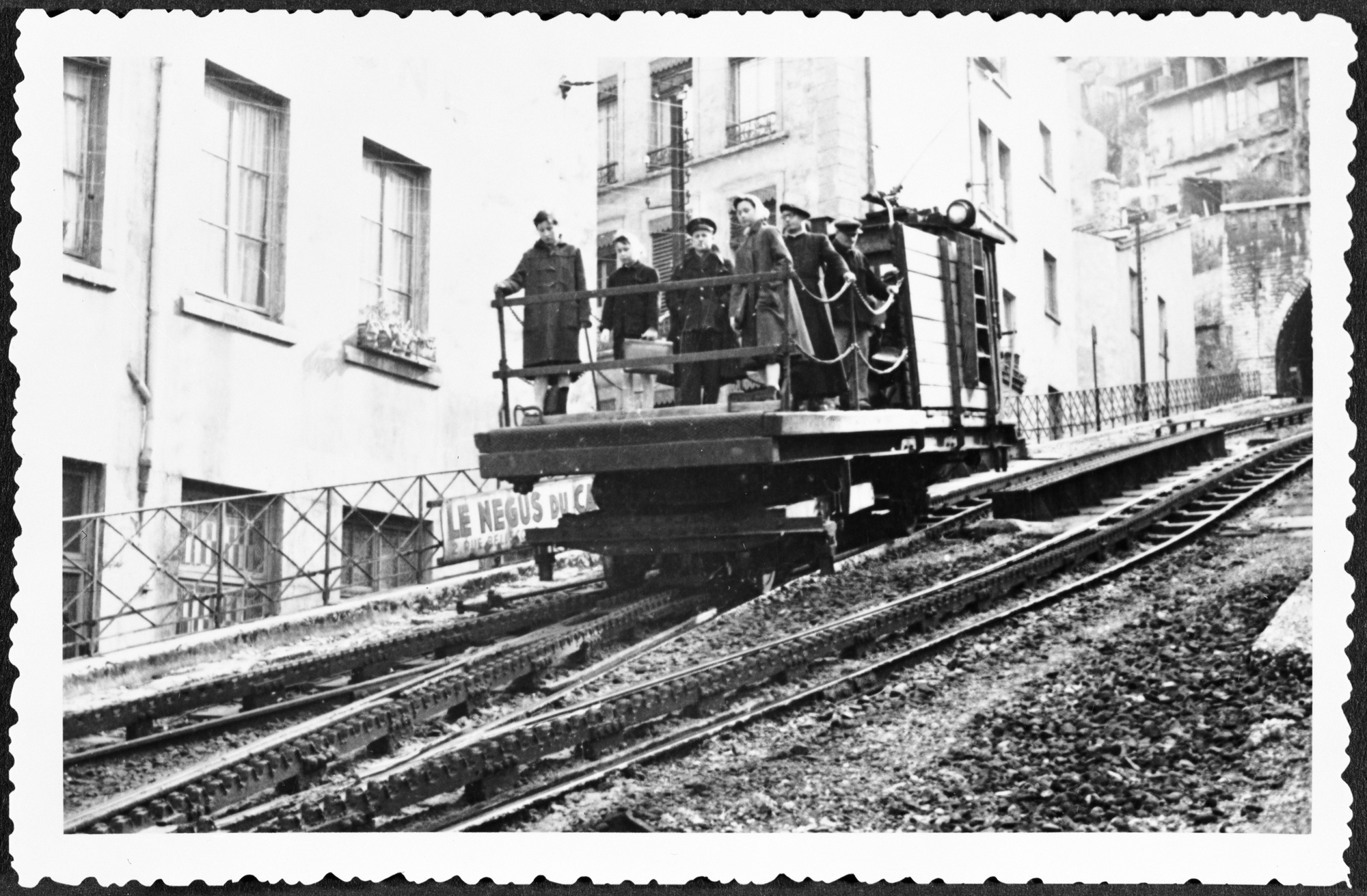
Premiers wagons du funiculaire Saint-Just

La concession est accordée le 22 novembre 1871 par le conseil général du Rhône pour une durée de 99 ans à compter du 1er janvier 1874, la ligne est déclarée d'utilité publique le 15 décembre 1872, la concession elle est cédée le 29 janvier 1873 à la Société anonyme du chemin de fer de Lyon à Fourvière et à Saint-Just, qui proposera de construire une ligne à crémaillère plutôt qu'un funiculaire, ce que le département refusera en 1876.
Les travaux commencent en 1875 sous la direction de l'ingénieur François Grivet, ils sont achevés par la Compagnie du chemin de fer de Lyon à Saint-Just, financièrement plus solide, qui a racheté la même année la compagnie existante.
La ligne est inaugurée le 7 août 1878 et est ouverte le lendemain,,.
La ligne mesure 821 mètres de long pour un dénivelé de 97,62 mètres et est constituée d'une double voie et d'une différence de pente à la station Minimes. Cette caractéristique a nécessité la mise en place de deux wagons sur la partie la plus pentue de la ligne — et ouverts aux voyageurs afin de doubler la fréquence sur ce tronçon — chargés de compenser le déséquilibre entre les trains montants et descendants et de réduire les efforts de la machinerie à vapeur,. Le matériel roulant, se déplaçant à une vitesse de 4 m/s soit 14 km/h, était composé de deux voitures voyageurs et deux trucks marchandises.
Dès l'année suivante, les actionnaires décident de remplacer la compagnie existante par la Compagnie du chemin de fer de Fourvière et de l'Ouest Lyonnais (FOL) le 23 novembre 1883, substitution approuvée par une convention avec le département le 14 janvier 1886 et promulguée par un décret le 29 avril suivant, dans l'objectif de construire un réseau de tramways au départ de la gare du funiculaire à Saint-Just, qui sera terminé en 1887. Les voitures sont modernisées entre 1886 et 1890.
Le FOL empêche la tentative de concurrence de son funiculaire par la Société anonyme du Tramway de Sainte-Foy (TSF), qui exploitait depuis 1893 une ligne de tramway entre Saint-Just et le centre-ville de Sainte-Foy-lès-Lyon, et qui compte obtenir la concession d'une ligne de tramway vers le centre de Lyon par le chemin de Choulans, par le rachat pur et simple du TSF par la FOL au 1er janvier 1898.

### Le chemin de fer à crémaillère

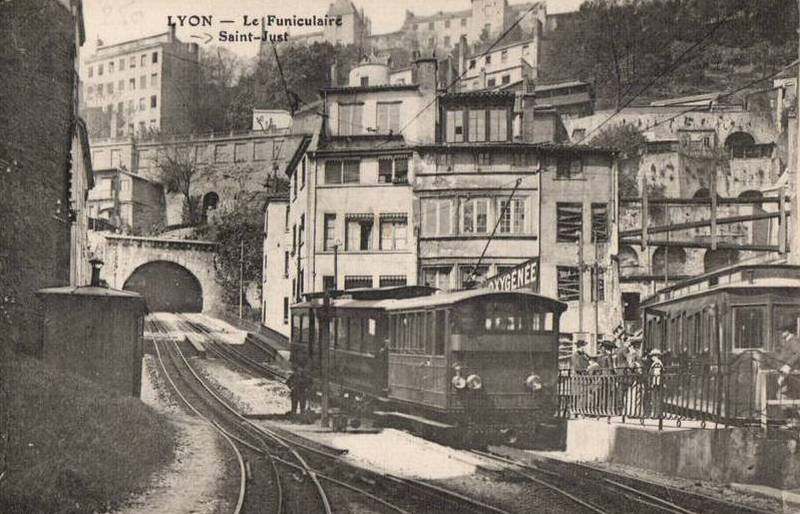
Le chemin de fer à crémaillère, photographié en 1911.

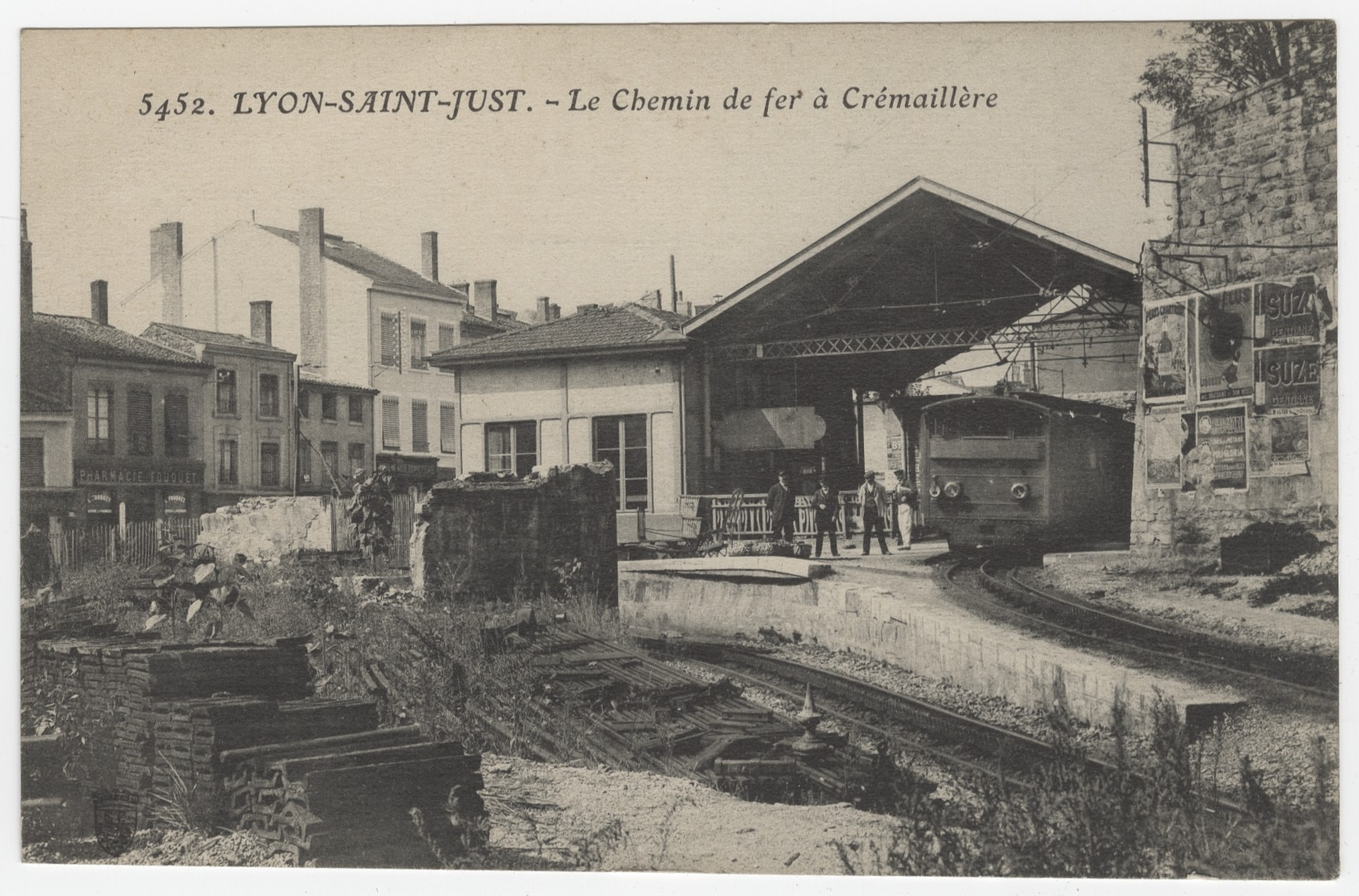
Le chemin de fer à crémaillère, en gare de Saint-Just en 1918.

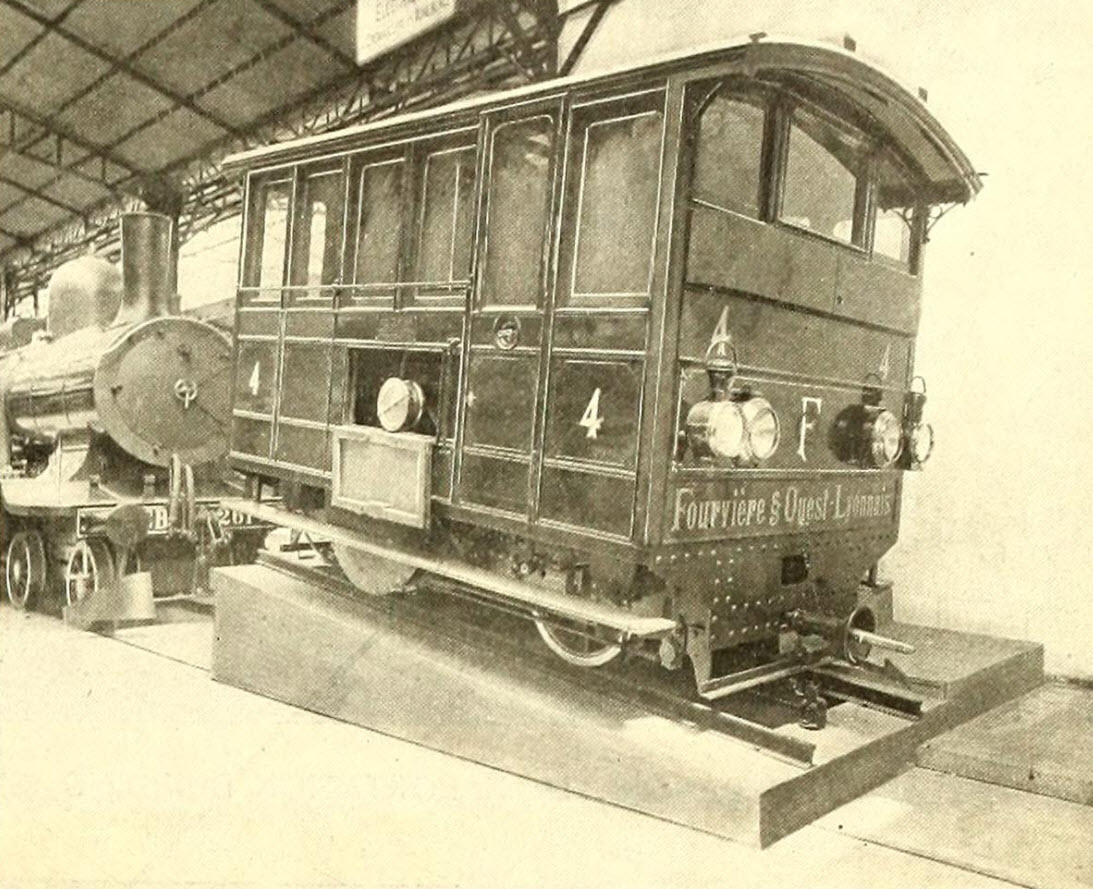
Locomotive n°4 présentée en 1900 à l'exposition de Paris

Au tout début du XXe siècle, la compagnie du Fourvière Ouest-Lyonnais (FOL) décide de faire transiter les tramways des lignes de Sainte-Foy et Francheville vers Saint-Jean par le tunnel du funiculaire, tout en modernisant l'infrastructure. Cette transformation est acceptée le 28 avril 1900 et ainsi la ligne est arrettée le 28 février 1901 pour rouvrir en mai suivant, légèrement rallongée pour mesurer 928 mètres de long,.
La voie, reconstruite à l'écartement métrique, est équipée d'une crémaillère Abt à deux lames sur la partie inférieure et d'une caténaire dont la tension est de 550 V. Les stations terminales sont modifiées, ainsi les deux gares sont raccordés au réseau de tramways : le réseau à voie métrique de l'OTL à Saint-Jean et celui du chemin de fer FOL à Saint-Just. La nouvelle gare de Saint-Just restera commune avec les trains vers Vaugneray et Mornant jusqu'en 1912, où elle est reconstruite afin de créer deux bâtiments distincts.
La ligne  est équipée d'un matériel spécialement construit par la société suisse SLM Winterthur, composé de quatre locomotives électriques, ne disposant que d'une cabine de conduite côté Saint-Jean et de deux trucks automoteurs, rejoints près de trente ans après par un troisième exemplaire, livré à l'OTL en 1928, et possédant une cabine de conduite.
S'y ajoutent sept tramways à crémaillère, fournis par la Société de construction de matériel de transport Hanquet-Aufort de Vierzon, qui doivent cohabiter avec le train à crémaillère. Elles ont une capacité de 67 places dont 20 assises et d'un cabine disposée du côté amont.
Le matériel SLM devait acheminer les tramways dans la pente mais les essais échouent : les motrices n'étant pas assez puissantes, elles n'arrivent pas à retenir les tramways, ce qui provoque un déraillement d'une des motrices. Après ce déraillement, le FOL transforme trois des tramways en remorques et équipe la totalité de la ligne avec la crémaillère, occasionnant d'importantes dépenses imprévues, obligeant le FOL en difficulté financière à se laisser racheter par l'OTL le 1er janvier 1911, rachat approuvé par le décret du 24 décembre 1910 ; une loi votée la veille, prolonge la concession de la ligne jusqu'au 21 août 1984.
Le dépôt de Saint-Just est détruit par un incendie le 17 août 1911, nécessitant la reconstruction de deux locomotives, qui sont remises en service en juin 1912.
L'année suivante, l'OTL procède à de nouveaux tests avec cette fois-ci des tramways Buire-Francheville mais qui échouent eux aussi, cette fois à cause du système de freinage placé trop bas et qui heurte la chaussée. Toutefois, le projet de prolongement de la ligne de tramway desservant Francheville jusqu'aux Cordeliers par le tunnel du funiculaire est déclaré d'utilité publique le 8 septembre 1917 La Première Guerre mondiale puis les conditions économiques de l'entre deux-guerres enterrent ce projet.
Au début des années 1930, les installations sont modernisées : reconstruction des remorques en 1931, réaménagement des gares, pose d'aiguilles à commande électrique et installation d'une signalisation lumineuse. Les remorques reconstruites peuvent désormais transporter 65 voyageurs : 12 en première classe et 53 en seconde, dont 13 assis ; un truck est transformé en automotrice mixte marchandises-voyageurs par ajout d’une caisse métallique en 1937, et peut transporter 47 voyageurs et une tonne de marchandises.

### Le funiculaire depuis 1958

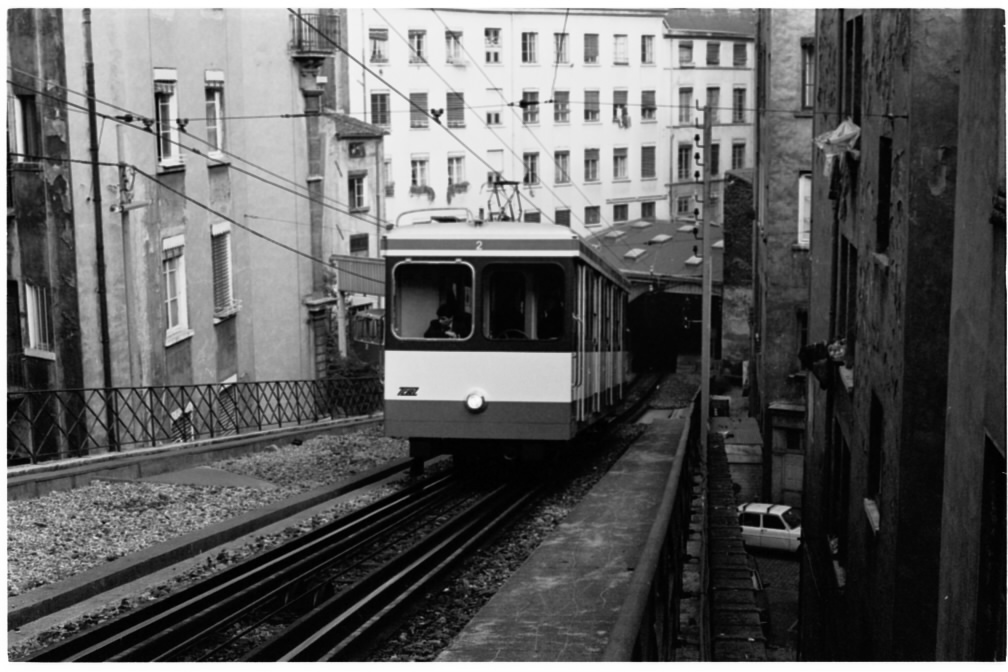
Une voiture du funiculaire dans les années 80.

La ligne à crémaillère devenant vétuste, l'OTL étudie la possibilité de réutiliser le tunnel pour la ligne de trolleybus no 30 puis l'abandonne au profit du retour du funiculaire.
La transformation est effectuée entre le 4 juillet 1957 et le 29 avril 1958,, : la gare haute est reconstruite ; la ligne est désormais à voie unique avec un évitement à la station Minimes et elle est raccourcie pour mesurer 834 mètres de long et, plutôt que de recourir à nouveau au système de wagon compensateur, on lui substitue un système de « câble lest » reliant les deux cabines via une poulie accrochée à un contrepoids installé à Saint-Jean,,. La machinerie permet une vitesse de 4,75 m/s soit 17,1 km/h.
Le nouveau matériel est construit par Schlieren et Von Roll, il est constitué de deux rames mono-caisse d'une capacité de 130 voyageurs dont 32 assis peintes en rouge et blanc, couleurs historiques héritées de l'OTL, puis repeintes au cours des années 1970 avec la livrée blanche, orange et marron adoptée sur les autobus et trolleybus des TCL à l'époque.
En prévision de la mise en service de la ligne D du métro de Lyon, la ligne ferme entre le 30 juin 1985 et le 16 septembre 1986 afin de reconstruire la majorité des infrastructures, dont la station Saint-Just, qui est avancée dans le tunnel pour permettre la construction d'un immeuble,. Elle ferme ensuite entre le 4 janvier et le 29 août 1988 afin de reconstruire la station Saint-Jean, qui est renommée Vieux Lyon - Cathédrale Saint-Jean ; la ligne est alors raccourcie aux deux extrémités, mesurant désormais 783 mètres de long pour un dénivelé de 91 mètres,,,.
La nouvelle machinerie, plus puissante, est fournie par Skirail et elle permet une vitesse de 8 m/s soit 29 km/h. Le nouveau matériel construit par Gangloff et Von Roll, fournissant respectivement la caisse et le châssis, est constitué de deux rames à deux caisses. Sur la partie aval, un vérin a été installé en 1995 en même temps que le renouvellement de l'automate afin de supprimer l'effet de rebond lié au câble et à la différence de pente et d'améliorer le confort des voyageurs.
Le 29 août 2011, la ligne est numérotée pour la première fois et devient officiellement la ligne F1.

## Tracé et stations

### Tracé

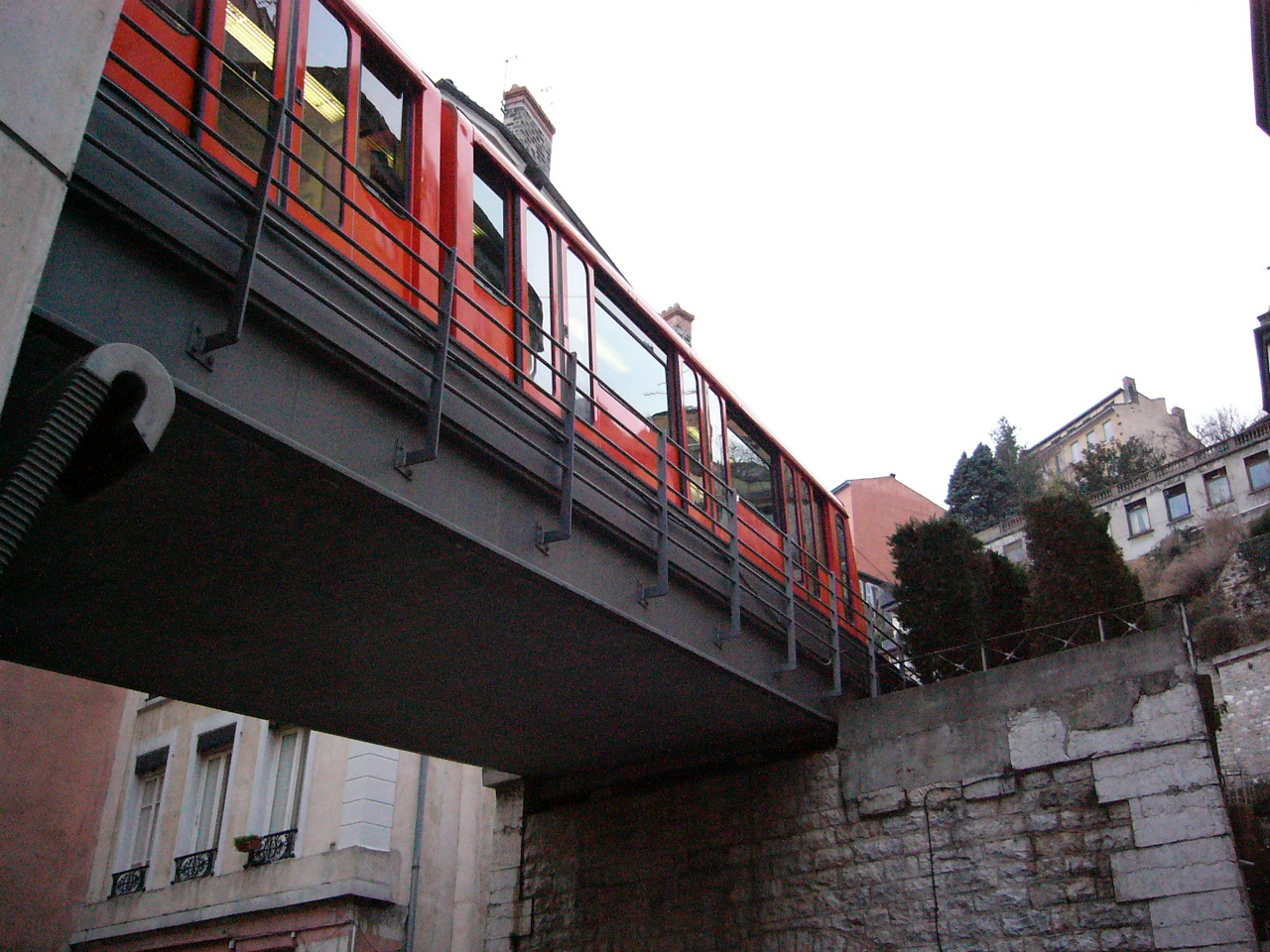
Pont-rail sur la rue Tramassac. Il se prolonge par un viaduc en pierre pour rejoindre la tête du tunnel.

La ligne, majoritairement souterraine et à voie unique à écartement métrique avec un évitement aux Minimes mesure 783 mètres de long pour un dénivelé de 91,2 mètres entre ses deux terminus,. Avec trois stations, la longueur moyenne des interstations est de 411 mètres.
La ligne débute au pied de la colline à la station Vieux Lyon - Cathédrale Saint-Jean par une voie unique encadrée de deux quais, l'un pour la montée des voyageurs et l'autre pour la descente, située juste au sud par rapport à celle du funiculaire de Fourvière et à 30 mètres environ au dessus de celle de la ligne D du métro, les trois stations étant complètement reliées entre-elles, et se finit à la station Saint-Just placé depuis 1986 dans le tunnel. Elle ne rencontre qu'une seule station intermédiaire : Minimes - Théâtres Romains constituant l'évitement de la ligne, construite en tranchée ouverte, et marquant aussi le changement de pente entre la partie aval (18,3 % depuis Vieux Lyon) et la partie amont (6,1 % vers Saint-Just).
La ligne monte via un premier tunnel de 300 mètres sous l'Antiquaille qui l'emmène à l'unique station intermédiaire puis s'engage dans un second tunnel de 388 mètres, l'emmenant jusqu'à son terminus.

### Liste des stations
La ligne F1 comprend les stations suivantes, en commençant par le terminus inférieur (les lignes en correspondance sont désignées par leurs seuls numéros de ligne) :
|  |   |  | Station                            | Lat./Long.                  | Communes desservies | Correspondances |
|  | - |  | ---------------------------------- | --------------------------- | ------------------- | --------------- |
|  | ■ |  | Vieux Lyon - Cathédrale Saint-Jean | 45° 45′ 36″ N, 4° 49′ 35″ E | Lyon 5e             | ,               |
|  | • |  | Minimes - Théâtres Romains         | 45° 45′ 30″ N, 4° 49′ 16″ E | Lyon 5e             |                 |
|  | ■ |  | Saint-Just                         | 45° 45′ 26″ N, 4° 48′ 59″ E | Lyon 5e             | ,               |

### Stations à thème ou particulières
Les stations possèdent des quais capables d'accueillir les rames de deux voitures de 23,4 mètres de long. La station Minimes - Théâtres Romains est la seule à disposer une particularité notable avec l'inversion des destinations à chaque passage des rames en raison de la conception inhérente aux funiculaires.

### Raccordements
La ligne n'est raccordée à aucune autre, comme le sont les funiculaires. Elle ne l'a été qu'à l'époque ou elle fut convertie en chemin de fer à crémaillère. La raccordement inférieur à Saint-Jean fut déposé après la fermeture de la ligne de tramway no 26 en août 1936, celui de Saint-Just lors de la reconversion en funiculaire en 1958.

### Ateliers
La ligne ne dispose pas d'ateliers, les rames étant arrêtées la nuit aux terminus, mais est rattachée techniquement aux ateliers métros d'Hénon, chargés de la ligne C du métro.

## Exploitation

### Desserte
En 2016, le parcours complet de la ligne demande seulement trois minutes et vingt secondes. Le premier départ a lieu à 5 h 23 et le dernier départ à 0 h. En semaine, la fréquence est de cinq à dix minutes de 6 h 30 à 16 h 30, de cinq minutes jusqu'à 19 h et elle est de dix minutes le reste de la journée. Le samedi, la fréquence est de cinq à dix minutes de 13 h 30 à 19 h et elle est de dix minutes le reste de la journée. Les dimanches et jours fériés, la fréquence est de cinq à sept minutes trente de 13 h 30 à 19 h et elle est de dix minutes le reste de la journée. Il effectue en moyenne 164 rotations par jour.
La ligne fonctionne 350 jours par an en moyenne, en raison des arrêts d'exploitations obligatoires pour la révision « annuelle » due à la réglementation stricte sur les transports par câbles, le câble de traction étant remplacé à chaque révision. Tous les dix ans, une révision dite « décennale » a lieu et est l'occasion d'une inspection plus poussée ainsi que le remplacement d'équipements importants. Lors de la dernière révision décennale qui s'est déroulée du 1er janvier au 2 mai 2010, et pour la première fois depuis leur mise en service, les rames furent envoyées à Chambéry par camion afin de précéder à leur révision et rénovation intégrale dans une entreprise spécialisée dans l’entretien des systèmes de transport par câble,.

### Matériel roulant actuel

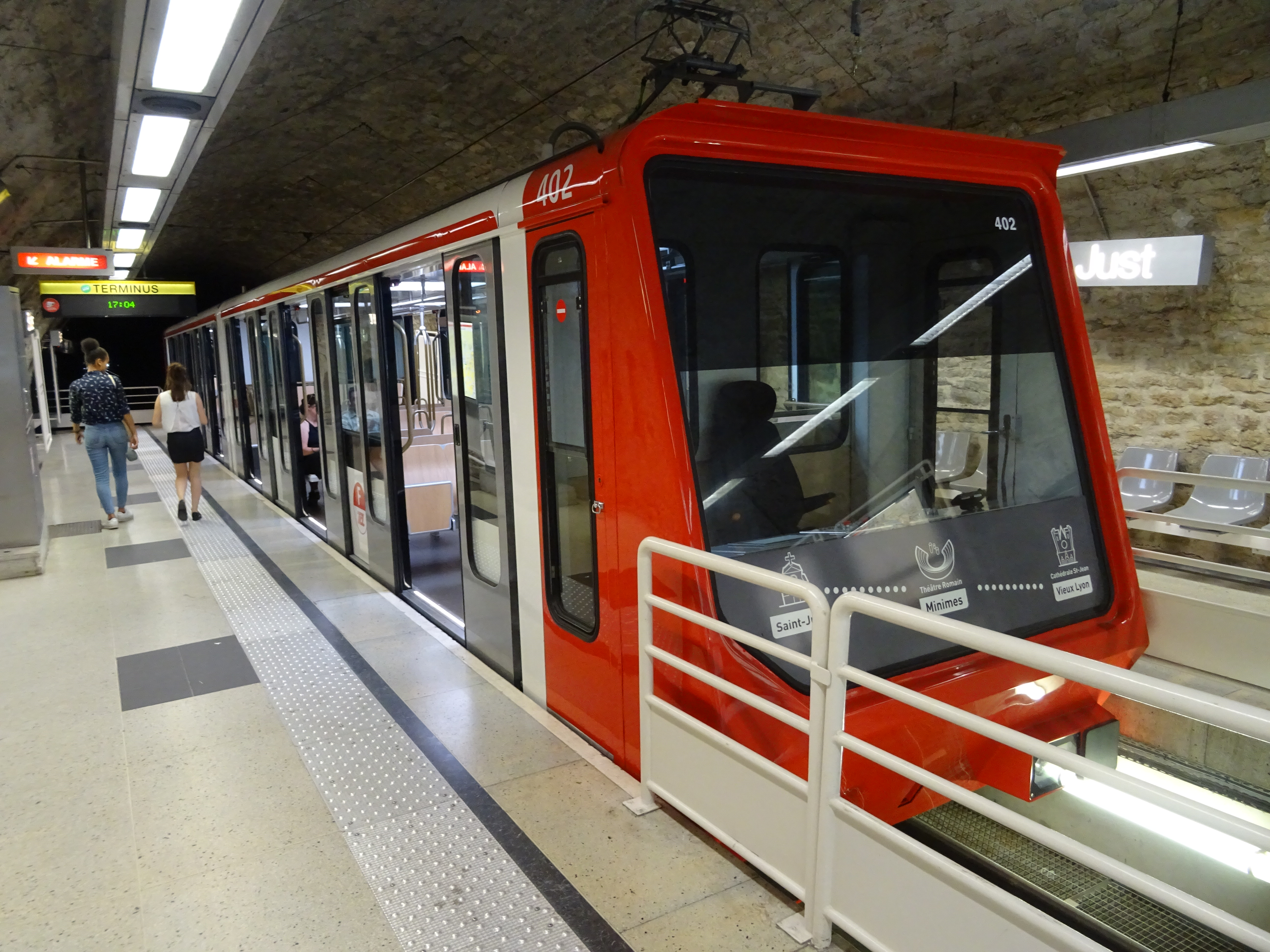
Une rame à la station Saint-Just.

Le matériel roulant actuel dit « type Saint-Just » est mis en service en 1988. Il est constitué de deux rames à deux caisses, numérotées 401-403 et 402-404, les caisses 401 et 402 sont orientées côté Saint-Just, et possèdent un pantographe pour l'alimentation électrique des équipements embarqués, et les caisses 403 et 404 sont orientées côté Vieux Lyon.
Elles sont construites par Gangloff et Von Roll, fournissant respectivement la caisse et le châssis. Elles sont peintes en orange, comme les rames de métro à l'époque, ce matériel ayant été mis en service trois ans avant les MPL 85 de la ligne D du métro.
Caractéristiques, :
- Longueur : 23,4 mètres ;
- Largeur : 2,4 mètres ;
- Hauteur : 3,2 mètres ;
- Masse à vide : 17,6 tonnes ;
- Capacité totale (5,5 personnes au mètre carré) : 216 personnes, dont 32 places assises et 184 debout ;
- Capacité totale en surcharge (8 personnes au mètre carré) : 300 personnes, dont 32 places assises et 268 debout.

Chaque rame compte trois portes par face et par motrice soit au total six portes par face, coulissantes et à deux vantaux. Elles disposent d'un poste de conduite à chaque extrémité et l'intérieur est composé de parois couvertes de mélaminé, d'un sol en élastomère, de sièges en contreplaqué à assise basculante et d'un éclairage assuré par des tubes fluorescents.
Les rames du funiculaire de Saint-Just ont été rénovées en 2019. La nouvelle livrée extérieure des TCL a été appliquée aux deux véhicules. L'éclairage a également été revu ainsi que les postes de conduite.

### Le personnel d'exploitation
Il n'y a pas de personnel en station, des automates permettent l'achat et d'autres le compostage des billets. Chaque rame nécessite un chef de train, assurant l'ouverture et la fermeture des portes.

### Tarification et financement

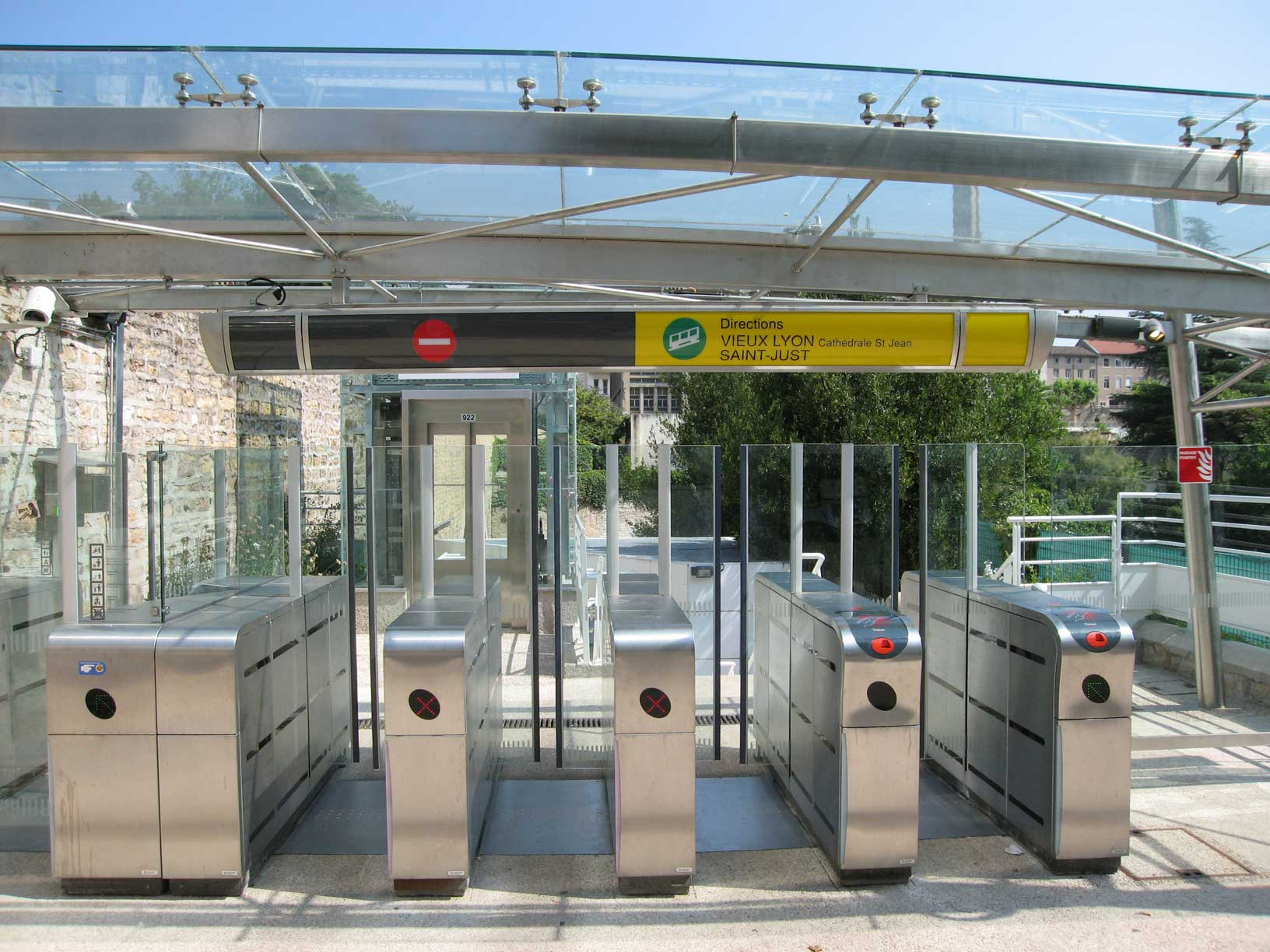
Portillons d'accès à l'entrée de la station Minimes - Théâtres Romains.

La tarification est identique sur l'ensemble du réseau TCL, et est accessible avec l'ensemble des tickets et abonnements existants. Un ticket unité permet un trajet simple quelle que soit la distance, avec une ou plusieurs correspondances possibles avec les autres lignes de bus, tramway, funiculaire et de métro pendant une durée maximale de 1 h entre la première et dernière validation.
Un ticket validé dans un funiculaire permet d'emprunter l'ensemble du réseau, quel que soit le mode de transport. Le trajet retour est autorisé avec le même ticket depuis le 1er janvier 2013 dans la limite d'une heure après sa première validation. En plus de ces titres, un ticket spécifique et exclusif aux funiculaires existe, il permet un aller-retour dans la journée sur une des deux lignes.
Le financement du fonctionnement des lignes (entretien, matériel et charges de personnel) est assuré par l'exploitant RATP Dev Lyon. Cependant, les tarifs des billets et abonnements dont le montant est limité par décision politique ne couvrent pas les frais réels de transport. Le manque à gagner est compensé par l'autorité organisatrice, SYTRAL Mobilités. Il définit les conditions générales d'exploitation ainsi que la durée et la fréquence des services.

### Trafic
La ligne transporte 9700 voyageurs par jour en moyenne, avec un débit moyen de 2600 personnes par heure.

## Tourisme
La ligne F1 dessert trois stations situées dans le 5e arrondissement de Lyon. À l'exception de la station Saint-Just, la ligne dessert de nombreux sites touristiques à commencer par les vestiges gallo-romains (théâtre antique, Odéon antique, sanctuaire de Cybèle ...), le musée gallo-romain de Fourvière mais surtout le Vieux Lyon et plus précisément le quartier de Saint-Jean, avec la primatiale Saint-Jean et le palais de justice historique.

## Matériel préservé
Une seule motrice du chemin de fer à crémaillère a été conservée : La motrice SLM no 1103 préservée par l'Association pour le tramway touristique et historique de l’agglomération lyonnaise (ATHALY). D'abord stockée au dépôt TCL de la rue d'Alsace à Villeurbanne puis conservée par un groupe de passionnés en Ardèche à Tournon-sur-Rhône puis à Lamastre, elle est récupérée par l'association à sa création en 2003 puis stockée à Oullins jusqu'en 2008, où elle se dégradera ; elle est ensuite transférée dans un lieu plus sûr non-communiqué.